# WS-CDL
El Lenguaje para la descripción de Coreografías de Servicios Web (Web Services Choreography Description Language (WS-CDL) es un lenguaje basado en XML que describe la colaboración entre pares peer-to-peer, mediante la definición - desde un punto de vista global - de los comportamientos comunes y observables de cada participante de un proceso de negocio.
Es una recomendación candidata de la W3C cuyo desarrollo ha sido abandonado con el cierre del W3C Web Services Choreography Working Group en julio de 2009.